# Verner Weckman
Johan Verner Weckman (Loviisa, Uusimaa de l'Est, 26 de juliol de 1882 - Hèlsinki, 22 de febrer de 1968) va ser un lluitador finlandès que va competir a principis del segle XX i que guanyà tres medalles en els dos Jocs Olímpics que disputà.
El 1906 va prendre part en els Jocs Intercalats d'Atenes, on guanyà la medalla d'or en la prova del pes mitjà i la plata en la classe oberta.
El 1908 va disputar els Jocs de Londres, on guanyà la medalla d'or de la categoria del pes pesant de lluita grecoromana, després de guanyar a Yrjö Saarela en la final.